# Хин, Исак
Исак Малькольм Кваку Хин (швед. Isak Malcolm Kwaku Hien; род. 13 января 1999, Kista, Стокгольм) — шведский футболист, защитник итальянского клуба «Аталанта» и сборной Швеции.

## Клубная карьера
Начинал заниматься футболом в клубе «Юрсхольм», в котором дорос до взрослой команды. В её составе в 2015 году принимал участие в матчах четвёртого шведского дивизиона. В первом сезоне принял участие в трёх встречах, не отметившись результативными действиями. В 2016 году присоединился к юношеской команде «Васалунда». Со следующего года стал привлекаться к играм основного состава, выступавшего в первом дивизионе. Первый матч провёл 17 апреля 2017 года против «Умео», выйдя на замену в конце встречи. По итогам сезона клуб занял 12-е место в турнирной таблице и упал во второй дивизион. Там Хин провёл 15 матчей и забил первый гол в карьере. Произошло это 2 июня 2016 года в гостевой игре с «Болльнесом», завершившейся с ничейным счётом 1:1. Всего за сезон клуб сумел вернуться в первый дивизион. В 2020 году защитник принял участие в 26 матчах сезона из 30, а команда заняла первую строчку и впервые в своей истории вышла в Суперэттан.
16 декабря 2020 года перешёл в «Юргорден», подписав с клубом контракт на три года. 9 мая 2021 года Хин дебютировал в чемпионате Швеции, появившись на поле на 88-й минуте матча с «Дегерфорсом» вместо Хариса Радетинаца. 30 июля отправился в аренду до конца сезона в свой бывший клуб — «Васалунд». По условиям соглашения между клубами Исак мог выступать за оба клуба.
С лета 2022 года выступал за итальянский клуб «Эллас Верона», а с января 2024 года стал игроком «Аталанты».

## Клубная статистика
| Выступление      | Выступление      | Выступление      | Лига | Лига | Кубки | Кубки | Конт. кубки | Конт. кубки | Итого | Итого |
| Клуб             | Лига             | Сезон            | Игры | Голы | Игры  | Голы  | Игры        | Голы        | Игры  | Голы  |
| ---------------- | ---------------- | ---------------- | ---- | ---- | ----- | ----- | ----------- | ----------- | ----- | ----- |
| Васалунд         | Дивизион 1       | 2017             | 19   | 0    | 1     | 0     | 0           | 0           | 20    | 0     |
| Васалунд         | Дивизион 2       | 2018             | 15   | 1    | 3     | 0     | 0           | 0           | 18    | 1     |
| Васалунд         | Дивизион 1       | 2019             | 22   | 2    | 1     | 0     | 0           | 0           | 23    | 2     |
| Васалунд         | Дивизион 1       | 2020             | 26   | 1    | 1     | 0     | 0           | 0           | 27    | 1     |
| Васалунд         | Суперэттан       | 2021             | 12   | 0    | 0     | 0     | 0           | 0           | 12    | 0     |
| Васалунд         | Итого            | Итого            | 94   | 4    | 6     | 0     | 0           | 0           | 100   | 4     |
| Юргорден         | Алльсвенскан     | 2021             | 4    | 0    | 1     | 0     | 0           | 0           | 5     | 0     |
| Юргорден         | Итого            | Итого            | 4    | 0    | 1     | 0     | 0           | 0           | 5     | 0     |
| Всего за карьеру | Всего за карьеру | Всего за карьеру | 98   | 4    | 7     | 0     | 0           | 0           | 105   | 4     |